# 4656 Huchra
4656 Huchra (tên chỉ định: 1978 VZ3) là một tiểu hành tinh vành đai chính. Nó được phát hiện bởi Eleanor F. Helin và Schelte J. Bus ở Đài thiên văn Palomar ở Quận San Diego, California, ngày 7 tháng 11 năm 1978.